# Arma 3: Apex
ArmA 3: Apex je datadisk k české počítačové hře ArmA 3. Přidává do hry novou kampaň, nové jednotky, mise a terén Tanoa. Apex vyšel 11. července 2016.
ArmA 3: Apex byla v červenci 2016 nejprodávanější hrou na Steamu.

## Příběh
Kampaň Apex Protocol se odehrává po událostech původní hry. Jednotky CTRG vedené Scottem Millerem pokračují ve své misi na získání tektonické zbraně. Hráč ovládá čtyřčlenný tým, které se operace účastní. Kampaň lze hrát v kooperativním módu až pro čtyři hráče.

## Zasazení
Tanoa je fiktivní tichomořské souostroví, které je udělané podle Fidži. Rozloha je zhruba 100 kilometrů čtverečních. Nachází se zde rozsáhlé džungle, ale také pole. Lze zde najít vesničky i velká moderní města. Na jednom z ostrovů je i obrovský povrchový důl. Na Tanoy jsou patrné i pozůstatky druhé světové války, jako například sestřelená letadla, či japonské pevnosti. 

## Přijetí
Server Zing ohodnotil datadisk 9 body z deseti. Chválil zasazení, soundtrack, kampaň pro její multiplayerový zážitek a také ostatní obsah. Kritika padla na délku kampaň a také na její problémy při hraní singleplayeru.